# Trường Đại học Thể dục thể thao Thành phố Hồ Chí Minh
Trường Đại học Thể dục Thể thao Thành phố Hồ Chí Minh là một trường đại học với mô hình kết hợp giữa đào tạo và huấn luyện, Trường Đại học TDTT TP.HCM đã luôn gắn chặt, kết nối các nhiệm vụ với nhau để hoàn thành tốt các chỉ tiêu về đào tạo cán bộ có trình độ đại học, thạc sĩ, tiến sĩ; tổ chức triển khai nhiều đề tài nghiên cứu khoa học mang tính thức tiễn, ứng dụng trực tiếp cho công tác giảng dạy, huấn luyện. Trụ sở tại Khu phố 6, phường Linh Trung, thành phố Thủ Đức, Thành phố Hồ Chí Minh.

## Lịch sử
Trường Đại học Thể dục Thể thao Thành phố Hồ Chí Minh (ĐH TDTT TP.HCM) tiền thân là trường Cán bộ Thể dục Thể thao Miền Nam được thành lập ngày 28/01/1976. Thời gian này tập luyện tại sân vận động Hoa Lư và ở ký túc xá tại 98 Trần Quang Khải Quận 1 – Tp Hồ Chí Minh.
Ngày 26/10 năm 1977 trường được đổi tên thành Trường Trung học Thể dục Thể thao TW2 theo quyết định số 458/TC của Tổng cục Thể dục Thể dục Thể thao. Giai đoạn này trường đặt tại số 2  Lê Đại Hành-Q11 (1977–9/1990).
Tháng 7/1977 trường Trung học TDTT TW2 liên kết với trường Đại học TDTT Từ Sơn – Hà Bắc (nay là Bắc Ninh) mở khóa đào tạo Đại học TDTT đầu tiên. Trong thời gian đầu xây dựng nhà trường còn rất nhiều khó khăn về cơ sở vật chất. Sinh viên các khóa vừa phải đảm bảo việc học tập vừa phải tham gia lao động xây dựng nhà trường.
Ngày 18/9/1985 theo quyết định số 234/HĐBT của Hội đồng bộ trưởng (nay là Chính phủ), Trường Trung học TDTT TW2 được chính thức đổi tên và nâng cấp thành  trường Đại học TDTT II.
Đến tháng 9/1990 trường Đại học TDTT II được chuyển địa điểm từ trường đua Phú Thọ cũ số 2 Lê Đại Hành (Q11) đến địa điểm chính thức mới khu phố 6, phường Linh Trung, quận Thủ Đức, Tp.Hồ Chí Minh.
Đến năm 2008 trường chính thức đổi tên như hiện nay: Trường Đại học Thể dục Thể thao Thành phố Hồ Chí Minh.
Năm 2011, Trường Đại học Thể dục Thể thao Thành phố Hồ Chí Minh đã được Chủ tịch nước tặng thưởng Huân chương Độc lập Hạng ba.